# قورباغه کوه گادین
قورباغه کوه گادین (نام علمی: Leptobrachella mjobergi) نام یک گونه از تیره قورباغه‌های خاشاک است.